# داستن موسكوفيتز
داستن هارون موسكوفيتش (بالإنجليزية: Dustin Moskovitz)‏ (ولد في 22 مايو 1984) منظم إنترنت، مبرمج وفاعل خير ساهم في تأسيس موقع فيس بوك مع مارك زوكربيرج، إدواردو سافرين، أندرو ماكولوم وكريس هيوز. في عام 2008، غادر داستن الفيسبوك لإنشاء شركة أسانا مع جوستين روزنشتاين.
في مارس 2011، أعلنت مجلة فوربس أن موسكوفيتش هو الملياردير العصامي الأصغر في التاريخ حيث وصلت حصته من أرباح الفيسبوك ما يقرب من 2.34%.

## الخلفية والتعليم
ولد موسكوفيتش في غينزفيل، فلوريدا. وتربى في مدينة أوكالا في نفس الولاية. داستن أصغر من زوكربيرج بثمانية أيام فقط. يدين داستن بالديانة اليهودية. كان والده طبيب نفساني ووالدته مدرسة وفنانة.
درس داستن في مدرسة الطليعة للتعليم العالي، وحصل على دبلومة IB. درس موسكوفيتش الإقتصاد لمدة عامين في جامعة هارفارد قبل أن ينتقل مع مارك زوكربيرج إلى بالو ألتو للعمل بدوام كامل على الفيسبوك.

## الحياه العملية

### الفيسبوك
قام أربعة أشخاص، ثلاثة منهم يعيشون من نفس الغرفة -مارك زوكربيرج، إدواردو سافرين، كريس هيوز، وداستن موسكوفيتش- بتأسيس الفيسبوك داخل غرفتهم الجامعية في جامعه هارفارد في فبراير 2004. كان من المفترض تسمية الموقع الفيسبوك دوت كوم بدلا من فيسبوك. كما كان الغرض من الموقع أن يكون وسيلة للتواصل الاجتماعي بين أعضاء مساكن هارفارد الجامعية وطلابها.
في يونيو 2004 ، ترك كلا من زوكربيرج، هيوز وموسكوفيتش هارفارد لمدة عام وإنتقلوا إلى المقر الأساسي للشركة في بالو ألتو، كاليفورنيا حيث قاموا بتوظيف أول ثمانية موظفين، إنضم شون باركر للثلاثة لاحقا. كان موسكوفيتش أول رئيس تكنولوجيا للشركة ثم أصبح بعد ذلك نائب رئيس قسم الهندسة، ليقود فريق المهندسين التقنيين ويشرف على الشكل الرئيسي للموقع، وتطوير شكل وإمكانيات الموقع على الأجهزة المحمولة.

### بعد الفيسبوك
في 3 أكتوبر 2008، أعلن موسكوفيتش عن نيته لترك الفيسبوك لتأسيس شركة جديدة تدعى أسانا مع جوستين روزنشتاين، مدير قسم الهندسة في الفيسبوك. كما يعتبر موسكوفيتش المستثمر الأكبر لموقع باث لتبادل صور ملفات المحمول والذي يديره عضو سابق آخر من شركة فيسبوك يدعى ديفيد موران. كما نصح موسكوفيتش مورين بأن يرفض عرض جوجل بشراء الشركة، عندما عرضت جوجل شراء الشركة مقابل 100 مليون دولار في فبراير 2011.

## الأعمال الخيرية

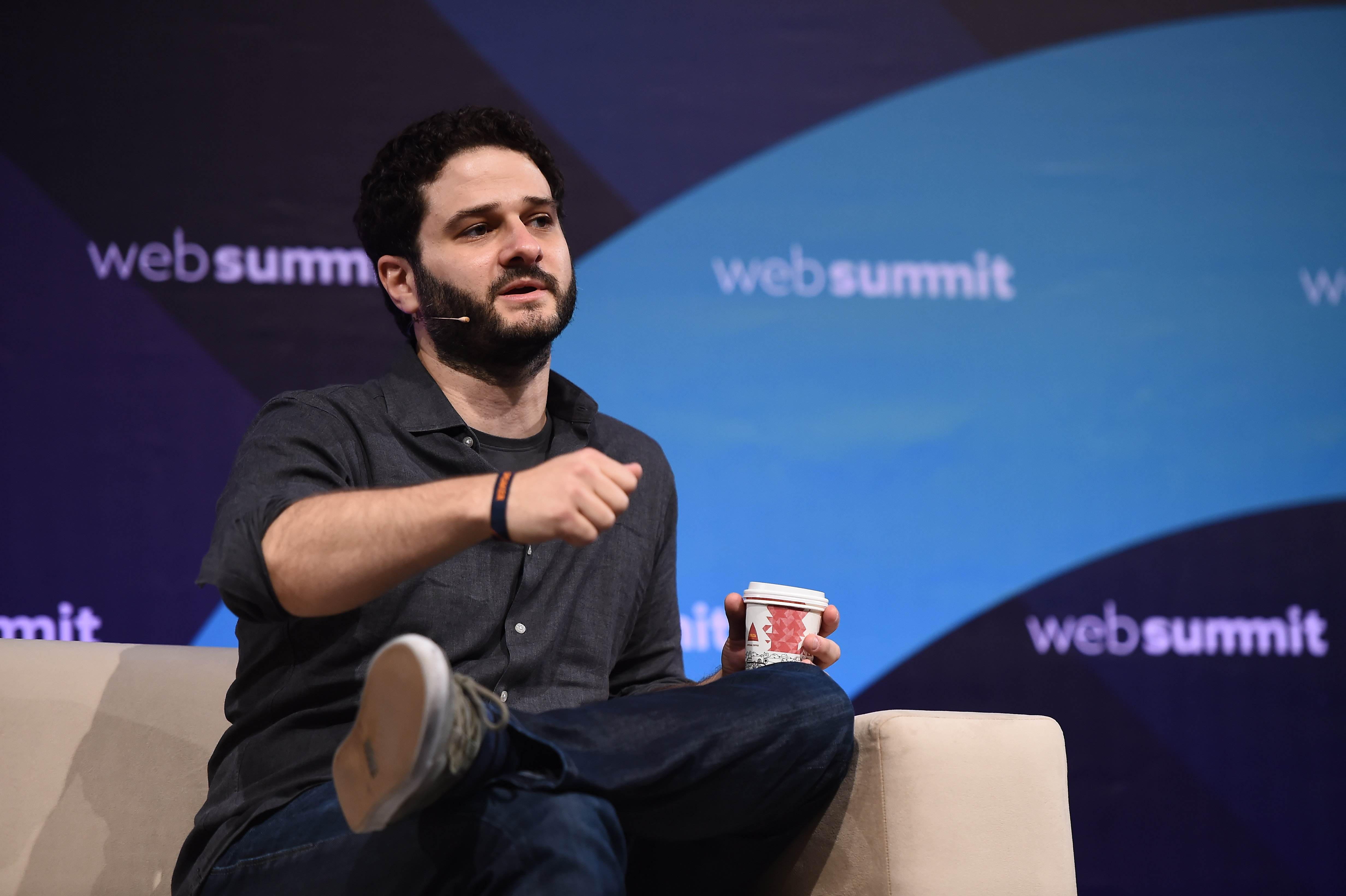
7 نوفمبر 2017 ، داستن موسكوفيتز.

شارك موسكوفيتش في تأسيس منظمة خيرية خاصة به مع صديقته وزجته الحالية كاري تونا في عام 2011. في يونيو 2012، أعلنت منظمة موسكوفيتش عن إنشاء رابطة تعاون وثيق بينها وبين جمعية الإعطاء الحسن جيف ويل (GiveWell). بلغ مقدار ما تبرعت به الجمعية منذ إنشاءها عام 2011 إلى وقتنا الحالي ما يقرب من 100 مليون دولار لتتفوق بذلك على باقي الجمعيات الخيرية الأخرى كمؤسسة مكافحة الملاريا، مؤسسة الإعطاء الفوري (GiveDirectly)، مبادرة مكافحة البلهارسيا.
مع تعاون مؤسسة موسكوفيتش مع مؤسسة جيف ويل الخيرية تم تأسيس مؤسسة خيرية جديدة تهدف لمعرفة أفضل الطرق الممكنة للاستفادة من المبالغ المالية الكبيرة (بدءا من ثروة موسكوفيتش التي تخطت المليار دولار) لتحقيق الاستفادة القصوى. مع قدوم عام 2016، إنفصلت المؤسسة الجديدة لتصبح مؤسسة مستقلة بعد أن تجاوزت أسمهما حاجز أربعين مليون دولار.
يعتبر كلا من موسكوفيتش وتونا أصغر ثنائي يتجاوب مع حملة تعهد العطاء التي نشرها كلا من بيل جيتس ووارن بافت، والتي تلزم أصحاب المليارات بالتبرع بجزء من ثروتهم للأعمال الخيرية سواء في فترة حياتهم أو بعد وفاتهم.

## السياسة
يصوت موسكوفيتش لمرشحي الحزب الديموقراطي في جميع الانتخابات التي شارك بها، وعلق قائلا ذات مرة:
"على الرغم من تصويتي الدائم لمرشحي حزب الديمقوراطي، إلا أنني أعتبر نفسي مفكر مستقل لا أتبع سياسة الحزب وأحترم الخصم ومواقفة".
قبل تبرعهم للدورة الانتخابية لعام 2016، قام كلا من موسكوفيتش وتونا بالتبرع بمبلغ 10000 دولار للمرشحين الفيدرالين، وخصص أغلبها لشون إلدريدج، زوج كريس هيوز إحدى مؤسسين موقع فيس بوك.
أعلن الثنائي قبل الإنتخابات الرئاسية الأمريكية لعام 2016 عن دعهم الكامل لمرشحة الحزب الديمقراطي هيلاري كلينتون. كما أعلنوا عن نيتهم للتبرع بمبلغ 20 مليون دولار لحملتها الانتخابية، مؤكدين عن خطر وصول مرشح الحزب الجمهوري دونالد ترامب للحكم. على الرغم من قلقهم من سماح الجهات المعنية بتبرع بهذا الحجم لما سيسببه من تأثير كبير في الدورات الانتخابية. نشرت صحيفة نيويورك تايمز ما قاله موسكوفيتش على مدونته الخاصة عندما صرح قائلا:
"إن الحزب الجمهوري بشكل عام ودونالد ترامب بشكل خاص لا يملك أي رؤية صحيحه عن الوضع العالمي الحالي".
جعل هذا التبرع موسكوفيتش صاحب المركز الثالث لأكبر تبرع لحمله انتخابية في حملات 2016.

## الحياة الشخصية
تزوج موسكوفيتش من كاري تونا. تعمل كاري الآن بدوام كامل في مؤسستهما الخيرية المشاريع الجيدة. بينما كانت في السابق كاتبة في صحيفة ييل ديلي نيوز وصحفية في صيحفة وول ستريت جورنال.
يدوام الثنائي على حضور مهرجان الرجل المحترق، ووضح موسكوفيتش فيما بعد الأسباب التي تدفعه للقيام بذلك. ودائما ما أثار مداومة الثنائي على الحضور اهتمام الصحف والإعلام.

## وسائل الإعلام
قام الممثل جوزيف مازيلو بتجسيد شخصيه موسكوفيتش في فيلم الشبكة الاجتماعية عن قصة حياة مارك زوكربيرج وتأسيسة لموقع فيسبوك.

## روابط خارجية
- تبرع موسكوفيتش لصالح حملة هيلاري كلينتون